# Route nationale 578
Die N578 war von 1933 bis 1973 eine französische Nationalstraße, die in zwei Teilen zwischen Annonay und Labégude verlief. Ihre Länge betrug 117 Kilometer.

## N578a
Die N578A war von 1933 bis 1973 ein Seitenast der N578, der von dieser südlich von Annonay abzweigte und nach Lavouvesc führte. Ihre Länge betrug 21,5 Kilometer.

## N578b
Die N578B war von 1933 bis 1973 ein Seitenast der N578, der von dieser in Vals-les-Bains abzweigte und nach Pont-d'Ucel führte. Ihre Länge betrug 5,5 Kilometer.